# Reichenbachia pseudokansana
Reichenbachia pseudokansana är en skalbaggsart som beskrevs av Christopher E. Carlton 2003. Reichenbachia pseudokansana ingår i släktet Reichenbachia och familjen kortvingar. Inga underarter finns listade i Catalogue of Life.